# Tempisquitoneura merrillorum
Tempisquitoneura merrillorum är en tvåvingeart som beskrevs av Epler 1995. Tempisquitoneura merrillorum ingår i släktet Tempisquitoneura och familjen fjädermyggor. Inga underarter finns listade i Catalogue of Life.